# 趙沄
趙沄（15世紀—16世紀），字汝遠，南直隸淮安府山陽縣人，明朝政治人物。

## 生平
趙沄是成化七年（1471年）應天鄉試舉人，次年（1472年）中會試副榜，授順天訓導，不接受諸生饋遺，曾擔任山東、江西鄉試考官，所取士子都是一時之選。陞任長山知縣，為人清操、勤修政事，其他縣的民眾聞風前來請求判案，他也了解後公允判案；同時他整修縣內學宮、廟宇、郵亭、城樓、鐘樓、橋梁和道路，又疏通鄭黃溝杜絕水患，長山人民立碑紀念他；之後他入朝為南京刑部主事、員外郎，在刑部九年謝絕請託，人稱為「趙青天」，弘治十二年（1499年）自南京刑部郎中外調雲南右參議，很快因病請求辭官，回鄉後家徒壁立，七十三歲去世，入祀鄉賢祠與長山名宦祠。

## 引用
1. 1 2  民國《太倉州志·卷十八·人物二》：趙沄，字汝遠，成化八年中會試副榜，授順天府儒學訓導，歷典山東、江西文試，所得皆一時之選，由長山令晉南京刑部主事、員外郎，在部九年梯媒阻絕，人稱為「趙青天」，升雲南右參議，以疾乞歸，家徒壁立，年七十三卒，祀鄉賢。
2. ↑  乾隆《淮安府志·卷二十二·人物》：趙沄，字汝遠，其先河南衛輝人，吳元年來淮，遂為山陽人。成化辛卯舉人，壬辰會試，中乙榜，授順天府儒學訓導，諸生饋遺，一無所受。
3. ↑  《明孝宗敬皇帝實錄·卷一百五十二》：（弘治十二年七月丙寅）陞南京刑部郎中趙沄為雲南布政司右參議。
4. ↑  嘉慶《長山縣志·卷五·秩官志》：趙沄，字汝達，淮【安府山】陽人，以《禮經》冠南省，成化中由順天訓導陞任本縣，雅勵清操毫無苟取，勤修政事囹圄空虛，他邑之民聞風來愬者亦為省決，悉平其情；修學廟壇宇郵亭縣治，及射圃社學城樓鐘樓橋梁道路，俱整飭可觀，又濬通鄭黃溝以杜水患，民為立碑，入名宦。